# Mesochorus notialis
Mesochorus notialis är en stekelart som beskrevs av Dasch 1974. Mesochorus notialis ingår i släktet Mesochorus och familjen brokparasitsteklar. Inga underarter finns listade i Catalogue of Life.